# یواس‌اس اس‌سی-۱۸
یواس‌اس اس‌سی-۱۸ (به انگلیسی: USS SC-18) یک زیردریایی بود که طول آن ۱۱۰ فوت (۳۴ متر) بود. این زیردریایی در سال ۱۹۱۷ ساخته شد.